# Chambord (Loir-et-Cher)
Chambord ist eine französische Gemeinde mit 99 Einwohnern (Stand 1. Januar 2022). Sie liegt im Arrondissement Blois im Département Loir-et-Cher in der Region Centre-Val de Loire. Sie ist besonders für das Schloss Chambord bekannt.

## Wappen
Beschreibung: In Blau zwischen drei goldene Lilien ein goldgekrönter feuerspeiender goldener Salamander mit Flammengloriole.

## Geschichte
1552 schlossen die deutschen protestantischen Fürsten mit dem König Heinrich II. von Frankreich den Vertrag von Chambord. Im Gegenzug für die Unterstützung durch hohe Geldzahlungen wurden dem französischen König das Reichsvikariat über die Reichsstädte (und de facto auch die Grenzbistümer) Toul, Verdun, Metz und Cambrai in Lothringen bzw. Flandern zugesichert.

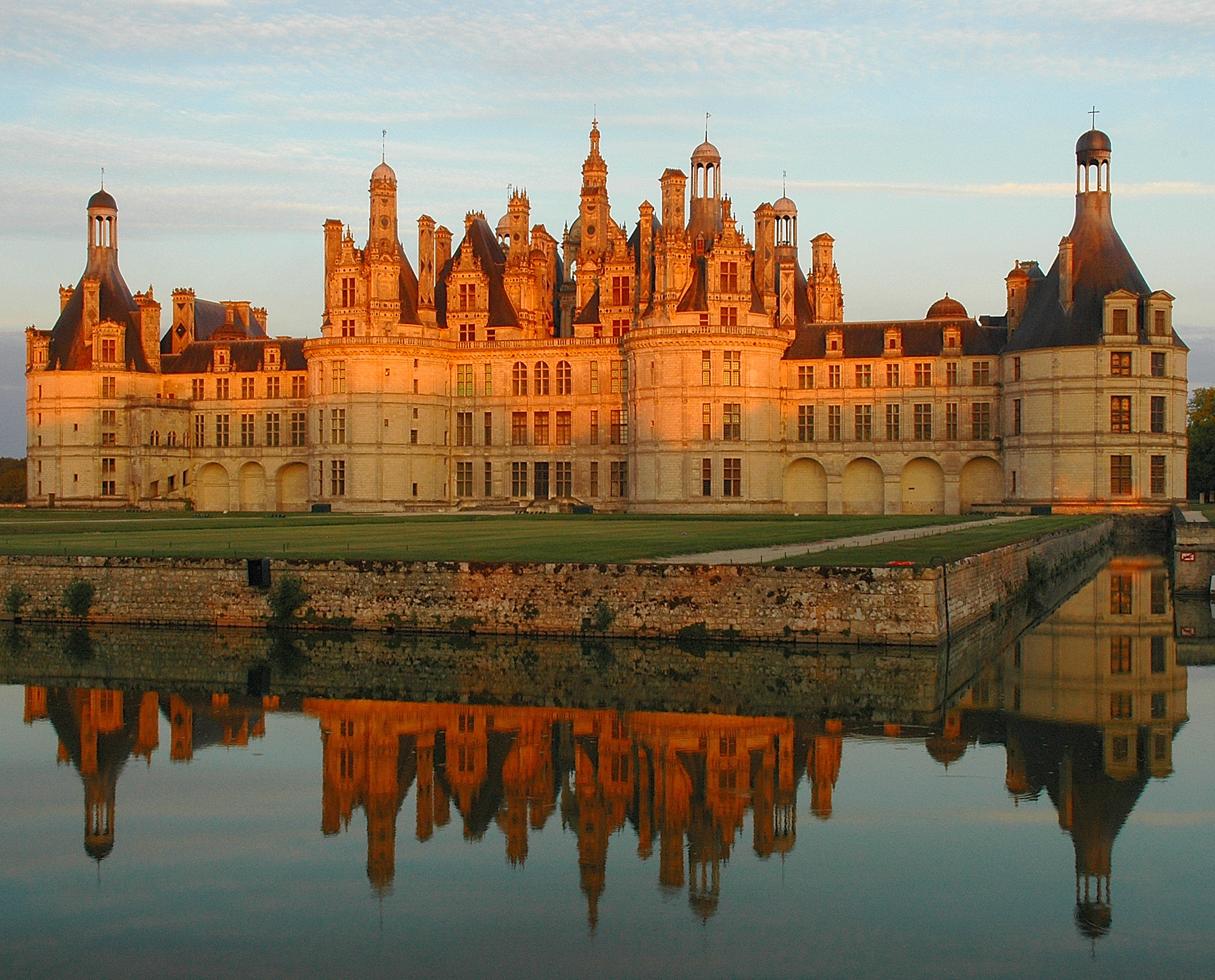
Schloss Chambord

Bemerkenswert ist das zwischen 1519 und 1539 erbaute Renaissanceschloss, das seit 1981 auf der Welterbeliste der UNESCO steht. 
Das Schloss Chambord war unter König Franz I. im 16. Jahrhundert als Jagdschloss erbaut worden und ist von einem 5.440 ha großen Jagdrevier umgeben. Seit 1949 ist der Park von Chambord als Réserve nationale de chasse et de faune sauvage geschützt.

## Bevölkerungsentwicklung
| Jahr                       | 1962 | 1968 | 1975 | 1982 | 1990 | 1999 | 2007 | 2017 |
| Einwohner                  | 260  | 267  | 220  | 197  | 200  | 185  | 150  | 93   |
| Quellen: Cassini und INSEE |      |      |      |      |      |      |      |      |